# Trem (Macapá)
Trem é um bairro do município brasileiro de Macapá, capital do estado do Amapá. Segundo o censo demográfico de 2022, realizado pelo Instituto Brasileiro de Geografia e Estatística (IBGE), sua população era de 6 245 habitantes e havia 1 949 domicílios particulares permanentes ocupados.
De acordo com o IBGE, em 2010 a população era de 6 800 habitantes e havia 1 797 domicílios particulares.

## História e descrição
O nome do bairro se deve à presença de vestígios de trilhos de trem logo após a instalação do governo territorial, encontrados na Avenida Feliciano Coelho de Carvalho e que possivelmente foram deixados por trabalhadores da construção da Fortaleza de São José de Macapá, no século XVIII. O local passou a abrigar operários que chegavam à capital amapaense para trabalhar em obras públicas e de casas e prédios. Posteriormente se tornou um bairro valorizado pelo setor imobiliário, onde estão marcos como a sede do Ypiranga Clube — um dos principais clubes de futebol do estado —, a Praça da Conceição, padroeira do bairro, o Museu do Desenvolvimento Sustentável (antigo Museu de Plantas Medicinais Waldemiro Gomes) e a sede regional do Serviço Social da Indústria (SESI).